# Inopsis aurantivertex
Inopsis aurantivertex är en fjärilsart som beskrevs av Embrik Strand 1922. Inopsis aurantivertex ingår i släktet Inopsis och familjen björnspinnare. Inga underarter finns listade i Catalogue of Life.